# Junta Monetaria del Ecuador
El Ecuador tuvo como moneda nacional al sucre desde 1884 pasando por varios estándares (plata, oro y otros) hasta el año 2000. Desde 1948 la Junta Monetaria ejercía la conducción de la política monetaria. De acuerdo a la Constitución de 1978 a esta Junta le correspondía "la conducción de la política en lo referente a la moneda nacional" y el Banco Central del Ecuador era "el ejecutor de la política monetaria".

## Historia
El Banco Central del Ecuador fue creado el 10 de agosto de 1927. Más tarde, el 12 de marzo de 1948 por medio del Decreto de Emergencia 434 se crea la Ley de Régimen Monetario dando paso así el cambio de autoridades. A partir de esta fecha aparece la Junta Monetaria que estaba conformada por nueve miembros. De estos, cuatro eran del sector público, cuatro del sector privado y uno era elegido por los otros miembros.

### Directorio del Banco Central del Ecuador
En el año de 1998 se crea una nueva Constitución del Ecuador, que da autonomía al Banco Central para ser un órgano Directorio.

## Junta de Política y Regulación Monetaria y Financiera
El 12 de septiembre del 2014 mediante la instauración del Código Orgánico Monetario y Financiero se cambió la figura de Directorio a Junta de Política y Regulación Monetaria y Financiera (JPRMF). El 12 de octubre del 2021, la Asamblea Nacional del Ecuador a través del amparo de la Ley Orgánica Reformatoria al Código Monetario y Financiero para la Defensa de la Dolarización (aprobada el 22 de abril del 2021). Separa a la Junta de Política y Regulación Monetaria y Financiera en dos juntas: Junta de Política y Regulación Monetaria y Junta de Política y Regulación Financiera.

### Junta de Política y Regulación Monetaria
La Junta de Política y Regulación Monetaria está conformada por tres miembros nombrados por una terna enviada por el Ejecutivo.
Tiene como funciones: "formular la política en el ámbito monetario y observar su aplicación, por parte del BCE" de acuerdo al artículo 47.1 del Código Orgánico Monetario y Financiero.

### Junta de Política y Regulación Financiera
La Junta de Política y Regulación Financiera también se conforma por tres miembros de una terna enviada por el Ejecutivo.
Sus funciones son: "formular las políticas: crediticia, financiera, incluyendo la política de seguros, servicios de atención integral de salud prepagada y valores" de acuerdo al artículo 14.1 del Código Orgánico Monetario y Financiero.